# Personer i Sverige födda i Colombia
Till personer i Sverige födda i Colombia räknas personer som är folkbokförda i Sverige och som har sitt ursprung i Colombia. Enligt Statistiska centralbyrån fanns det 2017 i Sverige sammanlagt cirka 12 300 personer födda i Colombia. Många av de som har colombianskt ursprung i Sverige är adopterade.

## Statistik
Den 31 december 2015 fanns 11 914 personer i Sverige som var födda i Colombia, varav 5 987 män (50,25 %) och 5 927 kvinnor (49,75 %). Motsvarande siffra för den 31 december 2000 var 7 317 personer, varav 3 892 män (53,19 %) och 3 425 kvinnor (46,81 %).
Den 31 december 2015 fanns 1 874 personer i Sverige som saknade svenskt medborgarskap men hade colombianskt medborgarskap, varav 875 män (46,69 %) och 999 kvinnor (53,31 %).

### Åldersfördelning
Siffror från Statistiska centralbyrån enligt den 31 december 2015:
| År               | Antal | %       |
| ---------------- | ----- | ------- |
| 31 december 2015 |       |         |
| 0–14 år          | 1 172 | 9,84 %  |
| 15–24 år         | 2 223 | 18,66 % |
| 25–54 år         | 7 363 | 61,80 % |
| 55–64 år         | 765   | 6,42 %  |
| 65+ år           | 391   | 3,28 %  |

### Antal svenskar med colombiansk bakgrund
Den 31 december 2015 fanns utöver de 11 914 personerna som var födda i Colombia 6 446 personer som var födda i Sverige men hade colombiansk bakgrund eller ursprung, enligt Statistiska centralbyråns definition:
- Personer födda i Sverige med båda föräldrarna födda i Colombia: 627
- Personer födda i Sverige med fadern född i Colombia och modern i ett annat utländskt land: 605
- Personer födda i Sverige med modern född i Colombia och fadern i ett annat utländskt land: 695
- Personer födda i Sverige med fadern född i Colombia och modern i Sverige: 2 138
- Personer födda i Sverige med modern född i Colombia och fadern i Sverige: 2 381

### Historisk utveckling
| Colombianska medborgare utan svenskt medborgarskap i Sverige 1973–2015                                                    | Colombianska medborgare utan svenskt medborgarskap i Sverige 1973–2015 | Colombianska medborgare utan svenskt medborgarskap i Sverige 1973–2015 | Colombianska medborgare utan svenskt medborgarskap i Sverige 1973–2015 | Colombianska medborgare utan svenskt medborgarskap i Sverige 1973–2015 |
| --- | ---------------------------------------------------------------------- | ---------------------------------------------------------------------- | ---------------------------------------------------------------------- | ---------------------------------------------------------------------- |
| |                                                                        |                                                                        |                                                                        |                                                                        |
| År |                                                                        |                                                                        | Folkmängd                                                              |                                                                        |
| 1973 | 1973                                                                   |                                                                        | 226                                                                    |                                                                        |
| 1975 | 1975                                                                   |                                                                        | 298                                                                    |                                                                        |
| 1980 | 1980                                                                   |                                                                        | 721                                                                    |                                                                        |
| 1985 | 1985                                                                   |                                                                        | 821                                                                    |                                                                        |
| 1990 | 1990                                                                   |                                                                        | 1 022                                                                  |                                                                        |
| 1995 | 1995                                                                   |                                                                        | 1 089                                                                  |                                                                        |
| 2000 | 2000                                                                   |                                                                        | 1 020                                                                  |                                                                        |
| 2005 | 2005                                                                   |                                                                        | 1 496                                                                  |                                                                        |
| 2010 | 2010                                                                   |                                                                        | 2 061                                                                  |                                                                        |
| 2015 | 2015                                                                   |                                                                        | 1 874                                                                  |                                                                        |
| Anm.: Befolkning den 31 december respektive år. Personer med dubbelt medborgarskap, varav det ena svenskt, inräknas inte. |                                                                        |                                                                        |                                                                        |                                                                        |

| Personer i Sverige födda i Colombia 1950–2024 | Personer i Sverige födda i Colombia 1950–2024 | Personer i Sverige födda i Colombia 1950–2024 | Personer i Sverige födda i Colombia 1950–2024 | Personer i Sverige födda i Colombia 1950–2024 |
| --- | --------------------------------------------- | --------------------------------------------- | --------------------------------------------- | --------------------------------------------- |
| |                                               |                                               |                                               |                                               |
| År |                                               |                                               | Folkmängd                                     |                                               |
| 1950 | 1950                                          |                                               | 20                                            |                                               |
| 1960 | 1960                                          |                                               | 73                                            |                                               |
| 1970 | 1970                                          |                                               | 259                                           |                                               |
| 1980 | 1980                                          |                                               | 1 443                                         |                                               |
| 1990 | 1990                                          |                                               | 4 650                                         |                                               |
| 2000 | 2000                                          |                                               | 7 317                                         |                                               |
| 2001 | 2001                                          |                                               | 7 685                                         |                                               |
| 2002 | 2002                                          |                                               | 7 974                                         |                                               |
| 2003 | 2003                                          |                                               | 8 169                                         |                                               |
| 2004 | 2004                                          |                                               | 8 462                                         |                                               |
| 2005 | 2005                                          |                                               | 8 896                                         |                                               |
| 2006 | 2006                                          |                                               | 9 375                                         |                                               |
| 2007 | 2007                                          |                                               | 9 681                                         |                                               |
| 2008 | 2008                                          |                                               | 9 974                                         |                                               |
| 2009 | 2009                                          |                                               | 10 219                                        |                                               |
| 2010 | 2010                                          |                                               | 10 531                                        |                                               |
| 2011 | 2011                                          |                                               | 10 823                                        |                                               |
| 2012 | 2012                                          |                                               | 11 131                                        |                                               |
| 2013 | 2013                                          |                                               | 11 523                                        |                                               |
| 2014 | 2014                                          |                                               | 11 709                                        |                                               |
| 2015 | 2015                                          |                                               | 11 914                                        |                                               |
| 2016 | 2016                                          |                                               | 12 078                                        |                                               |
| 2017 | 2017                                          |                                               | 12 315                                        |                                               |
| 2018 | 2018                                          |                                               | 12 575                                        |                                               |
| 2019 | 2019                                          |                                               | 12 865                                        |                                               |
| 2020 | 2020                                          |                                               | 13 060                                        |                                               |
| 2021 | 2021                                          |                                               | 13 411                                        |                                               |
| 2022 | 2022                                          |                                               | 13 782                                        |                                               |
| 2023 | 2023                                          |                                               | 14 055                                        |                                               |
| 2024 | 2024                                          |                                               | 14 217                                        |                                               |
| Anm.: Befolkning den 31 december respektive år förutom åren 1960 och 1970 som avser förhållandet den 1 november och år 1980 som avser förhållandet den 15 september. |                                               |                                               |                                               |                                               |